# Raggstadtjoch
Das Raggstadtjoch (auch Ragstattjoch) (1545 m) ist ein Gipfel in den Brandenberger Alpen in Tirol.

## Topographie
Der Berg ist der östlichste selbstständige Hauptgipfel eines sich über rund 5 km von West nach Ost erstreckenden, südlich der Blauberge gelegenen und nördlich dem Guffert vorgelagerten Höhenzugs, dem auch das Schneidjoch (1810 m) und der Abendstein (1596 m) angehören. Er weist ein freies Gipfelplateau auf, das einen guten Blick auf den Schinder und in das Tal der Brandenberger Ache bietet.

## Alpinismus
Der Gipfel wird vom Abendstein, der wiederum von der Gufferthütte entweder über den Ostgipfel des Schneidjochs, die Rotwand, oder unmittelbar über Angeralm und Wildalm in rund einer Stunde zu erreichen ist, über einen fast ebenen Gratweg in einer halben Stunde erreicht. Vom Tal der Brandenberger Ache führt etwa halbwegs zwischen Erzherzog-Johann-Klause und Kaiserhaus ein weiterer, bezeichneter Aufstieg in etwa zwei Stunden zur Raggstadtalm, von der aus der Gipfel in wenigen Minuten bestiegen wird.